# Čolek dunajský
Čolek dunajský (Triturus dobrogicus) je mlok žijící hlavně v povodí Dunaje, je jedním ze tří druhů rodu Triturus vyskytující se na území České republiky. Nejvíce se podobá čolku velkému, za jehož varietu byl původně považován.

## Rozšíření
Výskyt tohoto ocasatého obojživelníka je znám, mimo České republiky, z těchto zemí: Bulharsko, Chorvatsko, Maďarsko, Moldavsko, Rakousko, Rumunsko, Slovensko, Slovinsko, Srbsko a Ukrajina. V Česku žije pouze na východě jižní Moravy, tj. na soutoku Moravy s Dyjí, v okolí Novomlýnských nádrží a poblíž Bzence.

## Ekologie
Podstatnou část svého života tráví ve vodním prostředí, za vhodné biotopy si nejčastěji vybírá stará říční ramena, odvodňovací a zavodňovací kanály s pomalu proudící vodou, vodní nádrže i tůně se stojatou vodou a zatopené lomy a pískovny. Dává přednost místům s hlubší vodou, přirozeným i uměle vytvořeným. Je živočichem nížin, vyskytuje se do nadmořské výšky 250 m. Žije na březích ve smíšených listnatých lesích s bylinných i křovinným porostem, kde přebývá pod spadanými větvemi, stromy i mezi kameny. Bývá spatřen i v blízkosti lidských obydlí a v obdělávané zemědělské krajině. Jeho početní stavy nejsou rovnoměrné, přibližně se zvyšují s mohutností Dunaje, v Rakousku a Česku je vzácnější než u ústí Dunaje.

## Popis
Čolek dunajský má tělo i hlavu štíhlou, samec bývá dlouhý do 14 cm a samice do 16 cm. Má poměrně krátké i tenké končetiny. Na hřbetě i bocích má základní barvu hnědou až červenohnědou, ve které jsou drobné a málo výrazné tmavé skvrny. Břicho má oranžově červené s hnědočernými skvrnami. Samci roste dlouhý hřbetní hřeben sahající až do úrovně očí, samice má na hřbetě rezavý nebo načervenalý proužek.

## Biologie
Rozmnožování předchází březnová či dubnová výrazná změna zbarvení samečka a složité vodní svatební „tanečky“. Po vytvoření páru samice vsaje kloakou samečkem vypuštěný spermatofor a oplodní tak svá vajíčka, která jednotlivě naklade na listy vodních rostlin. Z vajíček se přibližně za dva týdny vylíhnou larvy mající keříčkovité žábry umožňující jim dýchat ve vodě. Živí se planktonem a asi za tři měsíce (v červenci až září) se jim vyvinou plíce a metamorfují v čolky, kteří po nějakou dobu ve vodě ještě setrvávají. Dospělci po vylíhnutí larev ještě ve vodě před návratem na souš zůstávají, samci obvykle až šest měsíců. Ve vodě se živí drobnými obratlovci i bezobratlými, na souši též měkkýši, brouky a různými červy. Jsou příležitostnými kanibaly. Na souši jsou aktivní převážně v noci.
Obvykle přezimují na souši v dírách v zemi nebo ve spleti kořenů kde hibernují. Někteří však s příchodem zimního období přecházejí, hlavně samci, přezimovat na dně vod. Jedinci se mohou dožít i 16 let, zjištěné maximum je 28 roků.

## Ohrožení
Čolek dunajský z přírody mizí hlavně v důsledku změn vodního režimu nešetrnými zásahy do přírody. Nejvíce ho ohrožuje odvodňování luk a lužních lesů, zasypávání tůněk, výstavba protipovodňových hrází, proměna vlhkých luk v ornou půdu, zarybňování tůní i jezírek a vysoké počty chovaných ryb. Planktonem se živící ryby čolkům potravně konkurují a dravé druhy méně pohyblivé čolky přímo požírají.
Podle Mezinárodního svazu ochrany přírody IUCN jsou v globální měřítku stavy čolka dunajského posuzovány jako klesající, ale druh je hodnocen jako málo dotčený. V České republice je v „Červeném seznamu ohrožených druhů ČR - obratlovci“ z roku 2003 zařazen mezi druhy kriticky ohrožené.

## Taxonomie
Někdy jsou rozlišovány dva poddruhy čolka dunajského:
- Triturus dobrogicus subsp. dobrogicus
- Triturus dobrogicus subsp. macrosoma Dubois & Raffaëlli 2009